# Rolls-Royce 10 H.P.
La 10 H.P. è stata la prima autovettura prodotta dalla Rolls Royce. Introdotta nel 1904 durante gli anni di costituzione dell'azienda, è stata presentata al Salone di Parigi del 1904 insieme alla 20 H.P., alla 15 H.P. ed al motore della 30 H.P..
Il modello era molto simile al primo esemplare prodotto da Henry Royce con marca “Royce” (1903), tranne che per un particolare, la forma del radiatore. Nei primi era di forma rettangolare, nella prima Rolls-Royce erano invece di forma triangolare nella parte superiore del componente, caratteristica peculiare anche nei modelli seguenti.
Il motore aveva una cilindrata di 1.800 c.c. (successivamente portata a 1995 c.c.). Raffreddato ad acqua,  aveva montato le valvole di aspirazione in testa e le valvole di scarico laterali. Era basato sul propulsore Royce ma con miglioramenti meccanici all'albero a gomiti. Erogava una potenza di 12 hp (9 kW) a 1000 giri al minuto. Questo motore però non era sufficientemente potente e dunque poco adatto per il modello. La velocità massima della vettura era di 63 km/h.
L'impianto frenante era formato da un freno sull'albero di trasmissione sistemato dietro la scatola del cambio ed azionato da un pedale, e ad un freno a tamburo al retrotreno azionato da una leva a mano.
Le sospensioni erano a balestra semiellittica su entrambi gli assi. Le dimensioni erano ridotte, 1905 mm di passo e 1219 mm di carreggiata.
Del modello furono prodotti 16 esemplari su 20 programmati. L'ultima 10 H.P. fu prodotta nel 1906.
La Rolls-Royce non forniva però la carrozzeria. Le auto erano invece vendute solo con il telaio nudo, in modo che il cliente la facesse carrozzare dal proprio carrozziere. La Casa raccomandava la carrozzeria Barker.
Oggi sopravvivono 4 esemplari. La più vecchia (1904) appartiene ad un collezionista privato ed è stata battuta a 3,2 milioni di sterline. Registrata come U44, aveva telaio n°20154. Un modello registrato AX 148 del 1905, con n° di telaio 20162, appartiene al museo UK Science Museum Collection ed è spesso messa in mostra al Museo della Scienza e dell'Industria di Manchester. Un altro esemplare del 1906, registrato come SU 13 e n° di telaio 20165, è di proprietà della Bentley. Una quarta vettura di telaio n°20159 appartiene ad un collezionista privato.